# Hugh Leonard

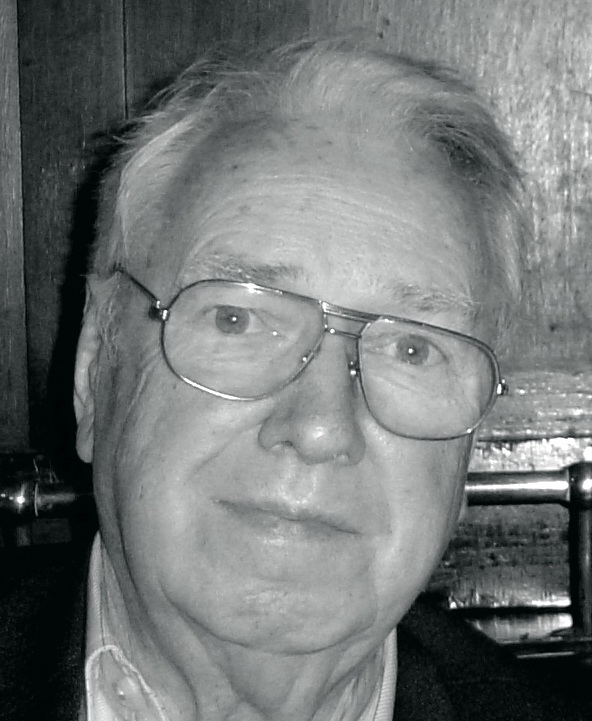
Hugh Leonard (2004)

Hugh Leonard (* 9. November 1926 in Dalkey, County Dublin, heute Dún Laoghaire-Rathdown; † 12. Februar 2009 in Dublin) war ein irischer Dramatiker und Journalist. Sein Geburtsname war John Joseph Byrne, nach seiner Adoption John Keyes Byrne.

## Leben
Hugh Leonards erstes Theaterstück The Big Birthday Suit wurde 1956 im Abbey Theatre in Dublin aufgeführt. In den folgenden Jahren war seine schriftstellerische Tätigkeit sehr fruchtbar. Er schrieb achtzehn weitere Theaterstücke. Außerdem veröffentlichte er zwei autobiografische Werke, Home Before Night (1979) und Out After Dark (1989).
Bis 2006 schrieb er eine regelmäßige Kolumne im Sunday Independent mit dem Titel The Curmudgeon.
Im Jahr 1977 wurde ihm der Tony Award für sein Theaterstück Da verliehen, eine Komödie über seine Jugend und seinen Adoptivvater.
Hugh Leonard lebte zuletzt in seinem Geburtsort Dalkey bei Dublin.

## Filmografie
- 1959: Der 110. Geburtstag (Broth of a Boy)
- 1967: Die Große Katharina (The Great Catherine)
- 1967: Zwischenspiel (Interlude)
- 1967: Liebesgeschichten (Schiff nach Valparaiso)
- 1968: Sherlock Holmes (Fernsehserie, 1964) Episode A Study in Scarlet
- 1968: Sherlock Holmes (1964) Episode The Hound of the Baskervilles
- 1970: Spatz in der Hand (Percy)
- 1981: Die kleine Welt des Don Camillo (The Little World of Don Camillo)
- 1988: Pa (Da)
- 1994: Die Witwen von Widows Peak (Widows Peak)